# IBM PC
Na tecnologia, o IBM 5150, popularmente chamado IBM Personal Computer, abreviado IBM PC (do inglês literalmente: Computador Pessoal IBM) é um computador do tipo pessoal ou doméstico lançado em 1981, utilizando o sistema operacional MS-DOS. Este é o computador modelo do conjunto de hardware "IBM PC compatíveis" (computadores similares/clones ao IBM PC no período de 1981-1997), desenvolvido por uma equipe sob a direção de Don Estridge no setor IBM Entry Systems Division da empresa norte-americana International Business Machines Corporation na cidade de Boca Raton (Flórida).
A expressão "Personal Computer"/"Computador Pessoal" era de uso comum anteriormente, foi usada em 1972 para caracterizar o microcomputador Alto da Xerox PARC (divisão da empresa Xerox Corporation). Todavia, devido ao sucesso do IBM PC, o termo genérico passou a significar especificamente todos os microcomputadores que tinham a especificação semelhante ao IBM 5150.
O IBM 5150 iniciou a era da arquitetura aberta nos computadores — modelo de produção de eletrônicos usando componentes fabricados por outras empresas (terceirizadas) — um modelo ousado e perigoso, escolhido pela IBM para agilizar a produção e tornar o IBM PC mais interessante para os usuários.

## ConceitoIBM PC
O PC original foi uma tentativa da empresa IBM de entrar no mercado de computadores domésticos, então dominado pelo computador pessoal Apple II da empresa Apple Inc em 1977, e por uma legião de máquinas com o sistema operacional CP/M. O PC original foi lançado em 12 de Agosto de 1981 com a denominação comercial IBM 5150.
Em vez de passar pelo processo de planejamento usual da IBM, o qual tinha falhado em criar um microcomputador de baixo custo (tendo por exemplo o malogrado IBM 5100), um grupo especial de trabalho foi formado com a autorização de ignorar as restrições normais da companhia e trazer algo para o mercado rapidamente. A este projeto foi dado o nome-código de Projeto Xadrez.
O grupo consistia de apenas 12 pessoas, encabeçado por Don Estridge. Eles foram bem-sucedidos — o desenvolvimento do PC levou cerca de um ano. Para conseguir isto, eles decidiram preliminarmente construir a máquina com peças facilmente encontráveis no mercado, de uma grande variedade de fornecedores OEM e de diversos países; anteriormente, a IBM tentara utilizar apenas componentes desenvolvidos por ela mesma. Em segundo lugar, eles resolveram utilizar uma arquitetura aberta para que outros fabricantes pudessem produzir e vender máquinas compatíveis; para tal, as especificações do BIOS foram publicadas. Com isso, a IBM esperava manter sua posição no mercado cobrando "royalties" pelo licenciamento do BIOS e se mantendo à frente da concorrência.
Na época, Don Estridge e equipe cogitaram em usar o processador 801 e respectivo sistema operacional, que haviam sido desenvolvidos no laboratório de pesquisa da IBM em Yorktown Heights, Nova York (o 801 foi um precursor dos microprocessadores RISC, projetado por John Cocke e seu grupo). O 801 era pelo menos uma ordem de magnitude mais potente do que o Intel 8088, e seu sistema operacional estava muitos anos à frente do MS-DOS da Microsoft, que acabou sendo o escolhido. Excluir uma solução doméstica tornou o trabalho do grupo muito mais fácil e pode ter evitado atrasos no cronograma, mas as consequências finais desta decisão para a IBM foram desastrosas.
Para azar da IBM, outros fabricantes rapidamente desenvolveram suas próprias versões do BIOS através de engenharia reversa — e com isso não precisavam pagar mais "royalties" à companhia. Em junho de 1982, a Columbia Data Products lançou o primeiro IBM PC compatível, o MPC (Multi Personal Computer), cuja configuração básica, por US$ 1 500 a menos, ostentava itens que eram opcionais no IBM PC padrão (o MPC básico oferecia 128 KiB de RAM, duas portas seriais e uma paralela). Em novembro de 1982, a Compaq anunciou seu primeiro "clone" do IBM PC (embora ele só tenha sido comercializado a partir de março de 1983), que foi também o primeiro IBM PC compatível portátil.
Quando o IBM PC tornou-se um sucesso comercial, sua produção voltou ao usual controle gerencial da IBM, o que significou que os competidores tiveram pouco trabalho em assumir a liderança do mercado. Neste aspecto, a tradição da IBM em "racionalizar" suas linhas de produtos – restringindo deliberadamente a performance dos modelos mais baratos para evitar que eles "canibalizassem" os lucros dos modelos de maior valor – trabalhou contra ela.
Ainda em meados de 2006, modelos IBM PC e XT estavam em atividade na maioria dos postos de observação da alta atmosfera do Serviço Meteorológico dos Estados Unidos. Os computadores são utilizados para processamento dos dados enviados pelas radiossondas, transportadas nos balões meteorológicos. Eles estão sendo gradualmente desativados ao longo de um período de vários anos, como parte de um programa de substituição das radiossondas.

## Sucesso comercial
O primeiro IBM PC foi lançado em 12 de agosto de 1981. Embora não fosse barato, com um preço-base de US$ 1 565, era confiável para uso comercial – e foi o segmento comercial quem investiu na compra do PC. Todavia, não foi o "centro de processamento de dados" corporativo o responsável por isto, para o qual o PC não era visto como um computador "apropriado"; foram geralmente os gerentes bem-educados de nível intermediário que viram o potencial da máquina, visto que a revolucionária planilha eletrônica Visicalc, um "aplicativo matador", havia sido portada para o PC como um clone, o Lotus 1-2-3. Confiantes no nome IBM, eles começaram a comprar as máquinas às próprias custas, para auxiliá-los nos cálculos que haviam aprendido nos cursos de negócios.

## A primeira geração do IBM PC
O PC original possuía uma versão do Microsoft BASIC (o IBM K7 BASIC) em ROM, a placa de vídeo CGA podia usar uma televisão comum como monitor e o dispositivo padrão de armazenamento era um gravador de K7s. Um drive era um extra opcional; não tinha disco rígido disponível e havia apenas cinco "slots" de expansão. A memória RAM máxima, utilizando-se apenas partes fornecidas pela IBM, era de 256 Kb (64 Kb na placa-mãe e três placas de expansão de 64 Kb. O processador era um Intel 8088 (processadores AMD começaram a ser usados depois de 1983), rodando a 4,77 MHz. Ele foi vendido pela IBM em configurações com dezesseis Kb e 64 Kb de RAM pré-instalada. A máquina foi um grande fracasso no mercado doméstico, mas seu uso comercial disseminou-se rapidamente.

### IBM PC-XT
O modelo seguinte, o IBM PC XT foi uma máquina avançada, projetada para uso comercial. Ele tinha 8 slots de expansão (ISA, 8 bits), um HD de 10 Megabytes e suportava 256 Kb de memória diretamente na placa-mãe (modelos posteriores podiam ser expandidos até 640 Kb, que combinados com a ROM, perfaziam o Megabyte de memória que o 8088 podia endereçar). Ele era usualmente vendido com uma placa de vídeo MDA. O processador contudo, ainda era o Intel 8088 original rodando a 4,77 MHz.

### IBM PC/AT (286')
Em Agosto de 1984, foi lançado o IBM PC/AT, que utilizava um processador Intel 80286, rodando originalmente a 6 MHz. Ele tinha um barramento ISA de 16 bits e um HD de 20 Mb. Um modelo mais rápido, de 8 MHz, foi introduzido em 1986. A IBM fez algumas tentativas de apresentá-la como uma máquina multiusuário, mas foi vendida principalmente como um PC mais rápido para quem precisasse de grande capacidade de processamento.
Os primeiros PC/AT foram afligidos por problemas de confiabilidade, em parte por causa de algumas incompatibilidades entre software e hardware, mas principalmente relacionadas com o disco rígido interno de 20 Mb. Enquanto alguns culpavam a placa controladora da IBM e outros culpavam o fabricante do disco rígido (Computer Memories International ou CMI), a controladora IBM funcionava muito bem com outros HDs, inclusive o modelo de 33 Mb da própria CMI. Os problemas trouxeram dúvidas sobre o computador e, por algum tempo, até mesmo sobre a arquitetura 286 em geral, mas depois que a IBM substituiu os HDs de 20 Mb da CMI, o PC/AT mostrou-se confiável e tornou-se um padrão industrial duradouro. A CMI fechou as portas pouco tempo depois.

### Outros modelos
- IBM Convertible
- IBM Portable
- IBM PCjr

### Observações
Os modelos de segunda geração, os PS/2 (IBM Personal System/2), são designados por números: PS/2 Modelo 25, PS/2 Modelo 30 etc. Dentro de cada série, a referência aos modelos também é feita usualmente pela frequência de operação da UCP.
Todos os computadores pessoais da IBM são compatíveis em termos de software com qualquer outro modelo de PC, mas nem todos os programas irão funcionar em todas as máquinas. Alguns programas antigos dependem de um "clock" específico para funcionar ou podem não ser capazes de aproveitar a alta resolução existente nas placas de vídeo mais novas.

## Tecnologia

### Eletrônica

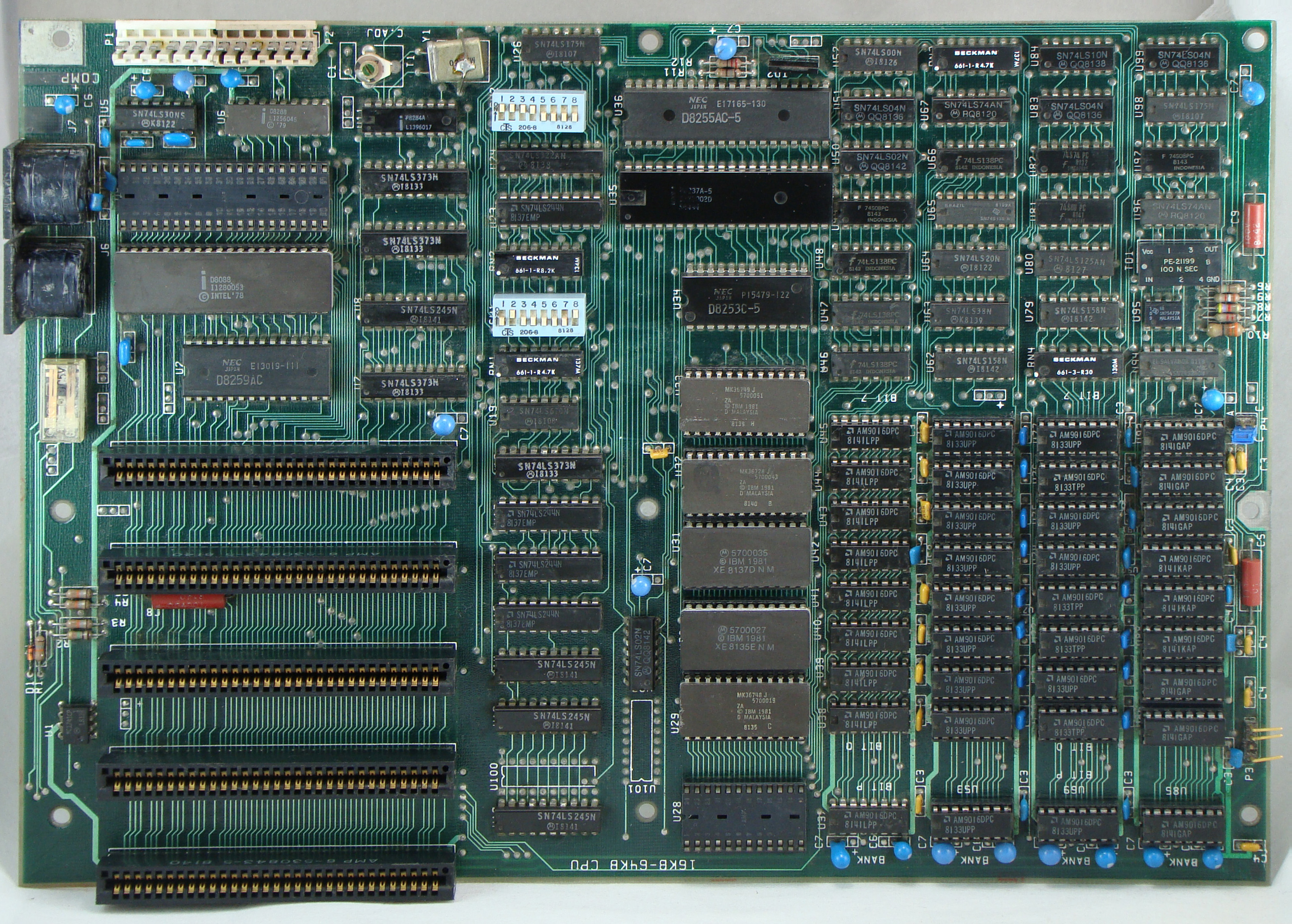
Placa-mãe do IBM 5150.

A principal placa de circuito impresso de um IBM PC é chamada de placa-mãe. Ela comporta a UCP e as memórias, e possui um barramento com "slots" para placas de expansão.
O barramento utilizado no PC original tornou-se muito popular e foi subsequentemente batizado como Industry Standard Architecture. Ele ainda continua sendo utilizado, em computadores para uso industrial. Posteriormente, a necessidade de maior velocidade e maior capacidade forçaram o desenvolvimento de novas versões. A IBM introduziu o barramento MCA com a linha PS/2. O barramento VESA permitia o uso de até três placas de 32 bits, muito mais rápidas, e a arquitetura EISA foi desenvolvida como um padrão de compatibilidade retroativa que incluía os slots para placas de 32 bits, mas que só obteve algum sucesso com servidores de alto desempenho. O barramento PCI, mais geral e de custo mais baixo, foi introduzido em 1994 e de lá para cá, tornou-se onipresente.
A placa-mãe é conectada por cabos flexíveis a dispositivos internos de armazenamento tais como HDs e leitores de CD-ROM. Tais dispositivos tendem a ser produzidos em tamanhos-padrão, tais como as larguras de 3 1/2" (90 mm) e 5 1/4" (133,4 mm), com furos de fixação padronizados. O gabinete também contém uma fonte padrão de energia, que é do tipo AT ou ATX.
Os PCs baseados no Intel 8086 e 8088 precisavam de placas de memória expandida (EMS) para poderem acessar mais de um megabyte de memória. O IBM PC/AT usava um processador Intel 80286 que podia acessar até 16 Mb de memória (embora aplicativos DOS-padrão não pudessem utilizar mais de um megabyte sem o emprego de recursos especiais). Computadores 286 rodando OS/2, podiam trabalhar com esta memória máxima sem problemas.

### Teclado

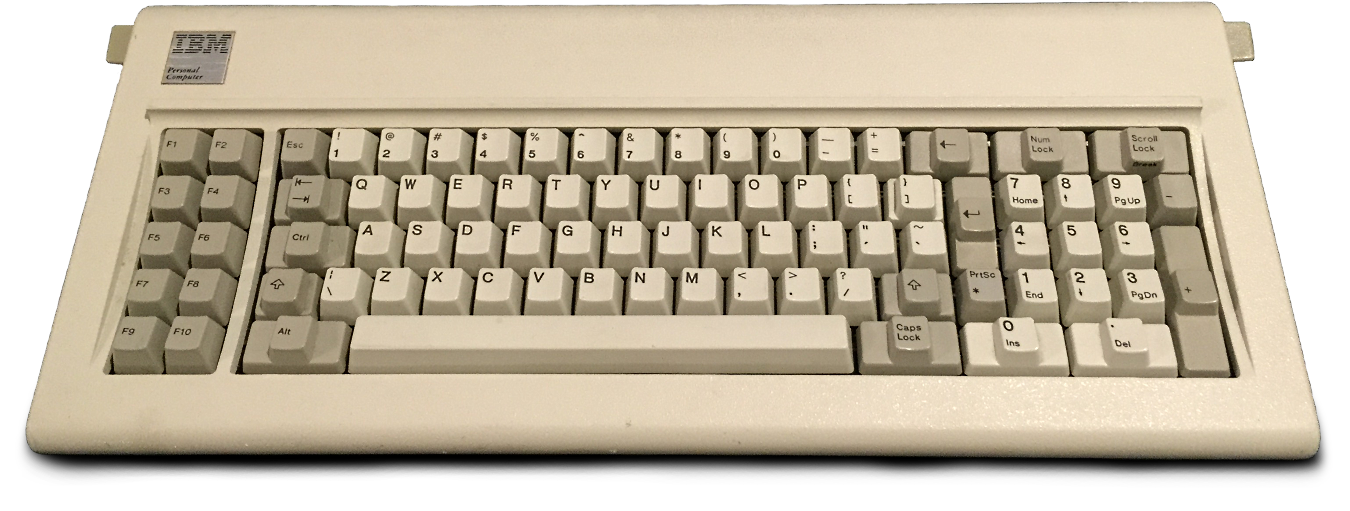
Teclado do IBM 5150 e XT.

O teclado original do IBM PC de 1981 recebeu críticas severas dos digitadores por ter colocado a tecla de ENTER e a tecla SHIFT esquerda fora dos locais costumeiros. Em 1984, a IBM corrigiu isto no teclado do AT, mas encurtou a tecla BACKSPACE, tornando-a mais difícil de alcançar. Em 1987, ela introduziu o "teclado avançado", o qual relocou todas as teclas de função e as teclas Ctrl. A tecla Esc foi também relocada para o lado oposto do teclado.
Um "IBM PC compatível" pode ter um teclado que não reconheça todas as combinações possíveis num verdadeiro IBM PC (por exemplo, teclas de cursor com SHIFT). Em acréscimo, fornecedores de "compatíveis" algumas vezes usavam interfaces de teclado proprietárias, impedindo que o usuário substituísse a peça pela de outro fabricante.

### Conjunto de caracteres
O IBM PC original utilizava o alfabeto ASCII de sete bits como base, mas o estendia para 8 bits com códigos de caracteres não-padrões. Este conjunto de caracteres não era adequado para algumas aplicações internacionais, e logo uma verdadeira indústria caseira surgiu, provendo versões do conjunto original de caracteres em diversas variantes nacionais. Na tradição da IBM, estas variantes foram chamadas de páginas de código. Estes códigos são agora obsoletos, tendo sido substituídos por formas mais sistemáticas e padronizadas de codificação de caracteres, tais como o ISO 8859-1, Windows-1251 e Unicode.
O conjunto original de caracteres do IBM PC era o seguinte:
|    |  | -0 | -1 | -2 | -3 | -4 | -5 | -6 | -7 | -8 | -9 | -A | -B  | -C                           | -D | -E | -F |  |    |
| 0- |  |    | ☺  | ☻  | ♥  | ♦  | ♣  | ♠  | •  | ◘  | ○  | ◙  | ♂   | ♀                            | ♪  | ♫  | ☼  |  | 0- |
| 1- |  | ►  | ◄  | ↕  | ‼  | ¶  | §  | ▬  | ↨  | ↑  | ↓  | →  | ←   | ∟                            | ↔  | ▲  | ▼  |  | 1- |
| 2- |  |    | !  | "  | #  | $  | %  | &  | '  | (  | )  | *  | +   | ,                            | -  | .  | /  |  | 2- |
| 3- |  | 0  | 1  | 2  | 3  | 4  | 5  | 6  | 7  | 8  | 9  | :  | ;   | <                            | =  | >  | ?  |  | 3- |
| 4- |  | @  | A  | B  | C  | D  | E  | F  | G  | H  | I  | J  | K   | L                            | M  | N  | O  |  | 4- |
| 5- |  | P  | Q  | R  | S  | T  | U  | V  | W  | X  | Y  | Z  | [   | \                            | ]  | ^  | _  |  | 5- |
| 6- |  | `  | a  | b  | c  | d  | e  | f  | g  | h  | i  | j  | k   | l                            | m  | n  | o  |  | 6- |
| 7- |  | p  | q  | r  | s  | t  | u  | v  | w  | x  | y  | z  | {   | \|\|\|}\|\|~\|\|⌂\|\| \|\|7- |    |    |    |  |    |
| 8- |  | Ç  | ü  | é  | â  | ä  | à  | å  | ç  | ê  | ë  | è  | ï   | î                            | ì  | Ä  | Å  |  | 8- |
| 9- |  | É  | æ  | Æ  | ô  | ö  | ò  | û  | ù  | ÿ  | Ö  | Ü  | ¢   | £                            | ¥  | ₧  | ƒ  |  | 9- |
| A- |  | á  | í  | ó  | ú  | ñ  | Ñ  | ª  | º  | ¿  | ⌐  | ¬  | ½   | ¼                            | ¡  | «  | »  |  | A- |
| B- |  |    |    |    | │  |    | ╡  | ╢  | ╖  | ╕  | ╣  |    | --> |                              | ╜  | ╛  |    |  |    |
| C- |  |    |    |    | ]  | ─  |    | ╞  | ╟  |    |    | ╩  | ╦   |                              |    |    |    |  |    |
| D- |  | ╨  | ╤  | ╥  | ╙  | ╘  | ╒  | ╓  | ╫  | ╪  | ┘  | ┌  | █   | ▄                            | ▌  | ▐  | ▀  |  | D- |
| E- |  | α  | ß  | Γ  | π  | Σ  | σ  | µ  | τ  | Φ  | Θ  | Ω  | δ   | ∞                            | φ  | ε  | ∩  |  | E- |
| F- |  | ≡  | ±  | ≥  | ≤  | ⌠  | ⌡  | ÷  | ≈  | °  | ∙  | ·  | √   | ⁿ                            | ²  | ■  |    |  | F- |
|    |  | -0 | -1 | -2 | -3 | -4 | -5 | -6 | -7 | -8 | -9 | -A | -B  | -C                           | -D | -E | -F |  |    |

### Mídia de armazenamento

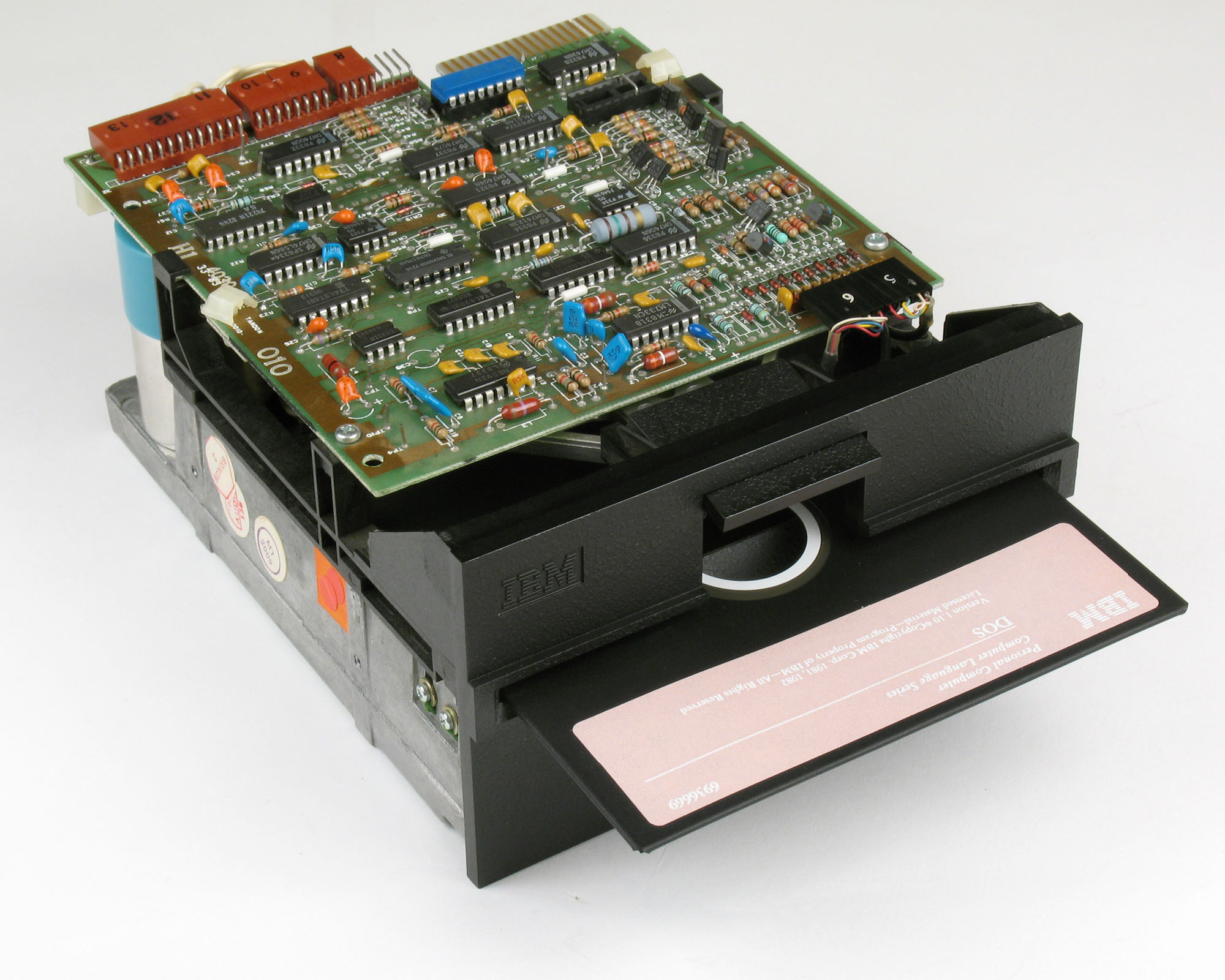
Drive de disquete do IBM 5150.

Oficialmente, o meio padrão de armazenamento do modelo IBM PC original era um gravador de cassetes. Tecnologicamente obsoleto, mesmo pelos padrões de 1981, foi raramente usado e poucos (se algum) IBM PC saíram da fábrica sem um acionador de disquetes instalado. O PC de 1981 tinha um ou dois "drives" de disquetes de 5" 1/4 com 180 Kb, face simples e dupla densidade; os XT geralmente tinham um drive com 360 Kb de face dupla, ao lado do disco rígido.
O primeiro IBM PC que incluiu um disco rígido fixo, não removível, foi o XT. Discos rígidos para compatíveis IBM logo tornaram-se disponíveis com capacidades de armazenamento cada vez mais altas. Se um disco rígido era acrescentado e não era compatível com a placa controladora existente, uma nova placa controladora tinha de ser adicionada; alguns HDs já vinham integrados à sua própria controladora, numa única placa de expansão.
Em 1984, a IBM introduziu o disquete de 5" 1/4 com 1,2 Mb, dupla face, no seu modelo AT. Embora tenha sido usado com frequência como mídia de "backup", o disquete de alta densidade não foi usado tão frequentemente como mídia para troca de dados. Em 1986, a IBM apresentou o disquete de 3 1/2" com 720 Kb, dupla densidade, no seu laptop Convertible. A versão de 1,44 Mb (alta densidade), ainda em uso nos dias de hoje, foi introduzida com a linha PS/2. Estes "drives" de 3" 1/2 teoricamente podiam funcionar em máquinas antigas, embora isso dependesse de algumas condições: o acréscimo de uma placa controladora que reconhecesse os novos formatos (não existentes no BIOS), adaptadores metálicos que permitissem instalar o drive de 3" 1/2 numa baia de 5" 1/4 e conversores para os cabos de força, visto que os drives antigos também tinham plugues maiores e diferentes daqueles utilizados nos novos modelos.
Em 1988, a IBM apresentou um drive de 3" 1/2 com 2,88 Mb ("DSED"), para uso em seus modelos topo-de-linha. O dispositivo revelou-se um grande fracasso de vendas e foi quase que totalmente esquecido; todavia, ainda persiste como um dos "tamanhos" possíveis no BIOS e nos utilitários de formatação de disco.

### Software
Todos os IBM PC incluíam um pequeno programa armazenado em ROM. O IBM PC original possuía 40 Kb de ROM, dos quais 8 Kb eram para o power-on self-test (autoteste de inicialização) e o BIOS, e 32 Kb para o IBM Cassette BASIC. O interpretador BASIC em ROM era a interface-padrão do usuário se nenhum disco de boot do DOS fosse encontrado na inicialização. O Microsoft BASIC era distribuído em disquetes e fornecia um modo de rodar o BASIC em ROM sob controle do PC-DOS.

## Modelos IBM PC e PS/2
| Modelo          | Lançamento | CPU   | Características |
| --------------- | ---------- | ----- | --- |
| IBM PC          | Ago 1981   | 8088  | Sistema baseado em disquetes |
| PC XT           | Mar 1983   | 8088  | Disco rígido lento |
| XT/370          | Out 1983   | 8088  | Emulação do mainframe IBM System/370 |
| IBM 3270 PC     | Out 1983   | 8088  | Emulação do terminal IBM 3270 |
| PCjr            | Nov 1983   | 8088  | Computador doméstico baseado em disquetes |
| IBM PC Portable | Fev 1984   | 8088  | Portátil baseado em disquetes |
| IBM PC/AT       | Ago 1984   | 80286 | Disco rígido de média velocidade |
| IBM Convertible | Abr 1986   | 8088  | Portátil com disquetes de 3 1/2" |
| XT 286          | Set 1986   | 80286 | Máquina de 6 MHz que era, na verdade, mais rápida do que os ATs de 8 MHz (quando usava memória planar) por causa dos zero wait states da placa-mãe |

| Modelo | Lançamento | CPU     | Características                   |
| ------ | ---------- | ------- | --------------------------------- |
| 25     | Ago 1987   | 8086    | Barramento PC (expansão limitada) |
| 30     | Abr 1987   | 8086    | Barramento PC                     |
| 30     | Ago 1987   | 80286   | Barramento PC                     |
| 50     | Abr 1987   | 80286   | Barramento MCA                    |
| 50Z    | Jun 1988   | 80286   | Modelo 50 mais rápido             |
| 55 SX  | Mai 1989   | 80386SX | Barramento MCA                    |
| 60     | Abr 1987   | 80286   | Barramento MCA                    |
| 70     | Jun 1988   | 80386   | "Desktop", barramento MCA         |
| P70    | Mai 1989   | 80386   | Portátil, barramento MCA          |
| 80     | Abr 1987   | 80386   | Torre, barramento MCA             |

| UCP     | Frequência do clock (MHz) | Barramento UCP (bits) | Barramento do sistema (bits) | RAM (megabytes) | Acionador de disquetes                        | Disco rígido (megabytes) | Sistema operacional |
| ------- | ------------------------- | --------------------- | ---------------------------- | --------------- | --------------------------------------------- | ------------------------ | ------------------- |
| 8088    | 4,77–9,5                  | 16                    | 8                            | 1 (1)           | 5 1/4", 360 Kb 3 1/2", 720 Kb 3 1/2", 1,44 Mb | 10–40                    | PC-DOS              |
| 8086    | 6–12                      | 16                    | 16                           | 1 (1)           | 5 1/4", 360 Kb 3 1/2", 720 Kb 3 1/2", 1,44 Mb | 20–60                    | PC-DOS              |
| 80286   | 6–25                      | 16                    | 16                           | 1–8 (1)         | 5 1/4", 360 Kb 5 1/4", 1,2 Mb                 | 20–300                   | PC-DOS, OS/2        |
| 80386   | 16–33                     | 32                    | 32                           | 1–16 (2)        | 3 1/2", 720 Kb 3 1/2", 1,44 MB                | 40–600                   | UNIX                |
| 80386SX | 16–33                     | 32                    | 16                           | 1–16 (2)        | 3 1/2", 720 Kb 3 1/2", 1,44 MB                | 40–600                   | UNIX                |

1. Sob o DOS, a RAM é expandida além de 1 MB com placas de memória expandida (EMS).
2. Sob o DOS, a RAM é expandida além de 1 MB com memória estendida normal e um programa de gerenciamento de memória.

### Em inglês
- «História e Informação Técnica sobre o IBM PC» (em inglês)
- «Revisão do IBM PC na USENET» (em inglês)
- «Uncreative Labs dedicado ao IBM PC/XT» (em inglês)
- «Anúncio de Novembro de 1982 sobre o IBM PC» (em inglês)

### Em português
- «IBM PC»
- «Galeria de fotos do IBM PC no PC World»